# Weber County
Weber County är ett administrativt område i delstaten Utah, USA. År 2010 hade countyt 231 236 invånare. Den administrativa huvudorten (county seat) är Ogden. 
Hill Air Force Base är delvis belägen i countyt.

## Geografi
Enligt United States Census Bureau har countyt en total area på 1 708 km². 1 491 km² av den arean är land och 217 km² är vatten. 

### Angränsande countyn
- Box Elder County - nordväst
- Cache County - nord
- Rich County - nordöst
- Morgan County - syd
- Davis County - syd
- Tooele County - sydväst

## Städer och samhällen
- Farr West
- Harrisville
- Hooper
- Huntsville
- Marriott-Slaterville
- North Ogden
- Ogden
- Plain City
- Pleasant View
- Riverdale
- Roy
- South Ogden
- Uintah
- Washington Terrace
- West Haven